# Torneos Cortos de la Liga Nacional de Guatemala
Se les conoce como torneos cortos a los dos torneos que se celebran dentro de una temporada de la Liga Nacional de Fútbol de Guatemala, práctica generalizada al igual que en muchos países de la región.
Cada uno de los dos torneos nombran a su propio campeón. Por ello, incluso dos equipos pueden ser campeones de liga o, en caso inverso, un solo equipo puede conseguir dos títulos de liga en una sola temporada.
Los torneos cortos se juegan ininterrumpidamente desde la temporada 1999-00. 
En 2019, se organizó un partido entre los dos campeones para nombrar al campeón de la temporada (Campeón de Campeones), sin embargo no se continuó debido a la crisis sanitaria de 2020.
La suma de ambos torneos define quiénes son los dos equipos que pierden la categoría, así como también el orden de las plazas para los equipos campeones y subcampeones de cara a los torneos internacionales.

## Historia
Los torneos cortos se iniciaron en la temporada 1999-00, siguiendo el ejemplo ya puesto en práctica en otros países de la región (como México o Costa Rica), con el objetivo de mejorar el espectáculo y obtener mayores ganancias en taquilla (las cuales habían disminuido durante los torneos largos definidos por punto). Antes de esta reforma, y desde finales de los 80, el formato constaba de una primera fase de 22 fechas entre los 12 equipos, clasificando los 6 mejores a una hexagonal por el título de 10 fechas; tras 32 fechas, el líder de la primera fase y el líder de la hexagonal se enfrentaban en la final, lo cual no garantizaba una final en caso de que un equipo ganara ambas fases; por ello, tras ver el éxito en taquilla y televisión de las finales definitorias, se los torneos cortos fueron instaurados.
El primer campeón de torneos cortos fue Comunicaciones, completando, además, su primer tetracampeonato. Posteriormente, y salvo pocas excepciones, Municipal y Comunicaciones se adueñaron por completo de estos torneos, aunque también propiciaron campeonatos de equipos sorpresa, como Cobán Imperial o Jalapa. El dominio de los dos grandes culminó con el histórico hexacampeonato de Comunicaciones en la temporada 2014-15, superando el también histórico pentacampeonato de Municipal en la 2005-06; una temporada después y en posteriores, luego del escándalo del FIFA Gate, Antigua GFC (4 títulos) y Guastatoya (3 títulos) tomaron protagonismo; siendo estos dos equipos, junto con los dos grandes quienes han protagonizado la mayor cantidad de finales desde el 2015 (y desde inicio de los torneos cortos).

## Formato
El torneo se divide en dos partes: 
- Fase de clasificación: Formado por los 132 partidos en las 22 jornadas disputadas.
- Fase final: Reclasificación a semifinales, semifinales y final

### Fase de clasificación
Los 12 equipos participantes jugarán una ronda clasificatoria de todos contra todos en visita recíproca, terminando en 22 fechas de 6 partidos cada una, para un total de 132 partidos clasificatorios. Se utiliza un sistema de puntos, que se presenta así:
- Por victoria, se obtendrán 3 puntos.
- Por empate, se obtendrá 1 punto.
- Por derrota no se obtendrán puntos.

Los partidos que conformen cada fecha, así como el orden de estos serán definidos por sorteo antes de comenzar la competición.
Al finalizar las 22 jornadas, la tabla se ordenará con base en los clubes que hayan obtenido la mayoría de puntos, en caso de empates, se toman los siguientes criterios:
1. Puntos
2. Puntos obtenidos entre los equipos empatados
3. Diferencial de goles
4. Goles anotados
5. Goles anotados en condición visitante.

### Fase final
Al finalizar las 22 fechas totales, los primeros 8 equipos de la tabla general clasifican a la fase final.
Los ocho clubes calificados para esta fase del torneo serán reubicados de acuerdo con el lugar que ocupen en la tabla General al término de la fecha 22, con el puesto del número uno al club mejor clasificado, y así hasta el número 8. Los partidos a esta fase se desarrollarán a visita recíproca, en las siguientes etapas:
- Cuartos de final
- Semifinales
- Final

Los partidos de cuartos de final se jugarán de la siguiente manera:
2.° vs 7.°
3.° vs 6.°
4.° vs 5.°
El único criterio de desempate en la fase final será la diferencia de goles, sin contar la posición en la tabla ni los goles en condición de visita. En caso de que exista empate en el diferencial de goles, se jugarán dos tiempos extra de 15 minutos y, en caso de persistir con el empate, el clasificado se definirá en penales. 

En las semifinales participarán los cuatro clubes vencedores de cuartos de final, reubicándolos del uno al cuatro, de acuerdo a su mejor posición en la tabla General de clasificación al término de la jornada 22 del torneo correspondiente, enfrentándose:
2.° vs 3.

## Torneo Apertura

### Historial
| Año  | Campeón            | Ida | Global       | Vuelta | Subcampeón     |
| ---- | ------------------ | --- | ------------ | ------ | -------------- |
| 1999 | (1) Comunicaciones | 1−1 | 3−2          | 2−1    | Municipal      |
| 2000 | (1) Municipal      | 0−0 | 1−1 (v)      | 1−1    | Comunicaciones |
| 2001 | (2) Municipal      | 0−3 | 3−3 (4-2 p.) | 3−0    | Cobán Imperial |
| 2002 | (2) Comunicaciones | 2−1 | 3−2          | 1−1    | Municipal      |
| 2003 | (3) Municipal      | 3−2 | 3−2          | 0−0    | Comunicaciones |
| 2004 | (4) Municipal      | 5−1 | 9−2          | 4−1    | Comunicaciones |
| 2005 | (5) Municipal      | 0−0 | 2−0          | 2−0    | Comunicaciones |
| 2006 | (6) Municipal      | 0−0 | 1−1 (v)      | 1−1    | Comunicaciones |
| 2007 | (1) Jalapa         | 1−0 | 1−0          | 0−0    | Suchitepéquez  |
| 2008 | (3) Comunicaciones | 2−1 | 3−2          | 1−1    | Municipal      |
| 2009 | (7) Municipal      | 1−0 | 1−0          | 0−0    | Comunicaciones |
| 2010 | (4) Comunicaciones | 1−1 | 3−3 (4-3 p.) | 2−2    | Municipal      |
| 2011 | (8) Municipal      | 2−0 | 4−0          | 2−0    | Comunicaciones |
| 2012 | (5) Comunicaciones | 3−0 | 4−0          | 1−0    | Municipal      |
| 2013 | (6) Comunicaciones | 0−2 | 3−3 (4-3 p.) | 3−1    | Heredia        |
| 2014 | (7) Comunicaciones | 1−1 | 3−2          | 2−1    | Municipal      |
| 2015 | (1) Antigua GFC    | 1−2 | 3−2          | 2−0    | Guastatoya     |
| 2016 | (2) Antigua GFC    | 2−1 | 2−2 (4-2 p.) | 0−1    | Municipal      |
| 2017 | (3) Antigua GFC    | 1−1 | 3−2          | 2−1    | Municipal      |
| 2018 | (1) Guastatoya     | 2−1 | 3−2          | 1−1    | Comunicaciones |
| 2019 | (9) Municipal      | 1−0 | 3−2          | 2−2    | Antigua GFC    |
| 2020 | (2) Guastatoya     | 2−1 | 3−2          | 1−1    | Municipal      |
| 2021 | Malacateco         | 2−0 | 2−0          | 0−0    | Comunicaciones |
| 2022 | (1) Cobán Imperial | 1−0 | 1−0          | 0−0    | Antigua GFC    |

### Palmarés
| Equipo         | Títulos | Subtítulos | Campeonatos                                          | Subcampeonatos                                       |
| -------------- | ------- | ---------- | ---------------------------------------------------- | ---------------------------------------------------- |
| Municipal      | 9       | 9          | 2000, 2001, 2003, 2004, 2005, 2006, 2009, 2011, 2019 | 1999, 2002, 2008, 2010, 2012, 2014, 2016, 2017, 2020 |
| Comunicaciones | 7       | 8          | 1999, 2002, 2008, 2010, 2012, 2013, 2014             | 2000, 2003, 2004, 2005, 2006, 2009, 2011, 2018       |
| Antigua GFC    | 3       | 1          | 2015, 2016, 2017                                     | 2019                                                 |
| Guastatoya     | 2       | 1          | 2018, 2020                                           | 2015                                                 |
| Xelajú MC      | 1       | -          | 2024                                                 |                                                      |
| Cobán Imperial | 1       | 1          | 2022                                                 | 2001                                                 |
| Malacateco     | 1       | -          | 2021                                                 |                                                      |
| Jalapa         | 1       | -          | 2006                                                 | -                                                    |
| Heredia        | -       | 1          | -                                                    | 2013                                                 |
| Suchitepéquez  | -       | 1          | -                                                    | 2007                                                 |

## Torneo Clausura

### Historial
| Año  | Campeón            | Ida       | Global       | Vuelta    | Subcampeón     |
| ---- | ------------------ | --------- | ------------ | --------- | -------------- |
| 2000 | (1) Municipal      | 1−2       | 3−2          | 2−0       | Comunicaciones |
| 2001 | (1) Comunicaciones | 4−0       | 6−3          | 2−3       | Antigua GFC    |
| 2002 | (2) Municipal      | 1−2       | 3−2          | 2−0       | Comunicaciones |
| 2003 | (2) Comunicaciones | 0−0       | 3−2          | 3−2       | Cobán Imperial |
| 2004 | (1) Cobán Imperial | 3−2       | 5−4          | 2−2       | Municipal      |
| 2005 | (3) Municipal      | 1−0       | 5−2          | 4−2       | Suchitepéquez  |
| 2006 | (4) Municipal      | 2−0       | 4−1          | 2−1       | Marquense      |
| 2007 | (1) Xelajú MC      | 0−1       | 4−2          | 4−1       | Marquense      |
| 2008 | (5) Municipal      | 3−1       | 4−3          | 1−2       | Comunicaciones |
| 2009 | (1) Jalapa         | 3−1       | 4−1          | 1−0       | Municipal      |
| 2010 | (6) Municipal      | 3−1       | 7−1          | 4−0       | Xelajú MC      |
| 2011 | (3) Comunicaciones | 3−0       | 6−0          | 3−0       | Municipal      |
| 2012 | (2) Xelajú MC      | 0−1       | 2−2 (3-1 p.) | 2−1       | Municipal      |
| 2013 | (4) Comunicaciones | 2−1       | 2−1          | 0−0       | Heredia        |
| 2014 | (5) Comunicaciones | 1−0       | 2−0          | 1−0       | Municipal      |
| 2015 | (6) Comunicaciones | 2−0       | 4−3          | 2−3       | Municipal      |
| 2016 | (1) Suchitepéquez  | 1−2       | 4−2          | 3−0       | Comunicaciones |
| 2017 | (7) Municipal      | 0−0       | 2−0          | 2−0       | Guastatoya     |
| 2018 | (1) Guastatoya     | 1−1       | 3−1          | 2−0       | Xelajú MC      |
| 2019 | (1) Antigua GFC    | 1−0       | 2−0          | 1−0       | Malacateco     |
| 2020 | Cancelado          | Cancelado | Cancelado    | Cancelado | Cancelado      |
| 2021 | (1) Santa Lucía    | 4−0       | 6−5          | 2−5       | Comunicaciones |
| 2022 | (7) Comunicaciones | 1−0       | 2−0          | 1−0       | Municipal      |
| 2023 | (3) Xelajú MC      | 0−2       | 3−2          | 3−0       | Antigua GFC    |

### Palmarés
| Equipo         | Títulos | Subtítulos | Campeonatos                              | Subcampeonatos                           |
| -------------- | ------- | ---------- | ---------------------------------------- | ---------------------------------------- |
| Municipal      | 8       | 6          | 2000, 2002, 2005, 2006, 2008, 2010, 2017 | 2003, 2008, 2010, 2011, 2013, 2014, 2021 |
| Comunicaciones | 7       | 5          | 2001, 2003, 2011, 2013, 2014, 2015, 2021 | 2000, 2002, 2008, 2016, 2021             |
| Xelajú MC      | 3       | 2          | 2007, 2012, 2023                         | 2010, 2018                               |
| Cobán Imperial | 1       | 1          | 2004                                     | 2002                                     |
| Antigua GFC    | 1       | 1          | 2019                                     | 2001                                     |
| Guastatoya     | 1       | 1          | 2018                                     | 2017                                     |
| Suchitepéquez  | 1       | 1          | 2016                                     | 2005                                     |
| Santa Lucía    | 1       |            | 2021                                     | -                                        |
| Jalapa         | 1       | -          | 2009                                     | -                                        |
| Marquense      | -       | 2          | -                                        | 2006, 2007                               |
| Malacateco     | -       | 1          |                                          | 2019                                     |
| Heredia        | -       | 1          |                                          | 2013                                     |

## Torneos totales

### Historial
|         | Torneo Apertura | Torneo Apertura | Torneo Apertura | Torneo Apertura | Torneo Apertura | Torneo Clausura | Torneo Clausura | Torneo Clausura | Torneo Clausura | Torneo Clausura |
| Tempor. | Año             | Campeón         | Final           | Subcampeón      | Líder           | Año             | Campeón         | Final           | Subcampeón      | Líder           |
| ------- | --------------- | --------------- | --------------- | --------------- | --------------- | --------------- | --------------- | --------------- | --------------- | --------------- |
| 1999-00 | 1999            | Comunicaciones  | 3−2             | Municipal       | Municipal       | 2000            | Municipal       | 3−2             | Comunicaciones  | Comunicaciones  |
| 2000-01 | 2000            | Municipal       | 1−1 (v)         | Comunicaciones  | Comunicaciones  | 2001            | Comunicaciones  | 6−3             | Antigua GFC     | Comunicaciones  |
| 2001-02 | 2001            | Municipal       | 3−3 (p.)        | Cobán Imperial  | Municipal       | 2002            | Municipal       | 3−2             | Comunicaciones  | Municipal       |
| 2002-03 | 2002            | Comunicaciones  | 3−2             | Municipal       | Municipal       | 2003            | Comunicaciones  | 3−2             | Cobán Imperial  | Comunicaciones  |
| 2003-04 | 2003            | Municipal       | 3−2             | Comunicaciones  | Comunicaciones  | 2004            | Cobán Imperial  | 5−4             | Municipal       | Municipal       |
| 2004-05 | 2004            | Municipal       | 9−2             | Comunicaciones  | Municipal       | 2005            | Municipal       | 5−2             | Suchitepéquez   | Municipal       |
| 2005-06 | 2005            | Municipal       | 2−0             | Comunicaciones  | Municipal       | 2006            | Municipal       | 4−1             | Marquense       | Municipal       |
| 2006-07 | 2006            | Municipal       | 1−1 (v)         | Comunicaciones  | Comunicaciones  | 2007            | Xelajú MC       | 4−2             | Marquense       | Municipal       |
| 2007-08 | 2007            | Jalapa          | 1−0             | Suchitepéquez   | Municipal       | 2008            | Municipal       | 4−3             | Comunicaciones  | Comunicaciones  |
| 2008-09 | 2008            | Comunicaciones  | 3−2             | Municipal       | Municipal       | 2009            | Jalapa          | 4−1             | Municipal       | Municipal       |
| 2009-10 | 2009            | Municipal       | 1−0             | Comunicaciones  | Xelajú MC       | 2010            | Municipal       | 7−1             | Xelajú MC       | Comunicaciones  |
| 2010-11 | 2010            | Comunicaciones  | 3−3 (p.)        | Municipal       | Municipal       | 2011            | Comunicaciones  | 6−0             | Municipal       | Municipal       |
| 2011-12 | 2011            | Municipal       | 4−0             | Comunicaciones  | Suchitepéquez   | 2012            | Xelajú MC       | 2−2 (p.)        | Municipal       | Comunicaciones  |
| 2012-13 | 2012            | Comunicaciones  | 4−0             | Municipal       | Comunicaciones  | 2013            | Comunicaciones  | 2−1             | Heredia         | Comunicaciones  |
| 2013-14 | 2013            | Comunicaciones  | 3−3 (p.)        | Heredia         | Comunicaciones  | 2014            | Comunicaciones  | 2−0             | Municipal       | Heredia         |
| 2014-15 | 2014            | Comunicaciones  | 3−2             | Municipal       | Comunicaciones  | 2015            | Comunicaciones  | 4−3             | Municipal       | Comunicaciones  |
| 2015-16 | 2015            | Antigua GFC     | 3−2             | Guastatoya      | Xelajú MC       | 2016            | Suchitepéquez   | 4−2             | Comunicaciones  | Suchitepéquez   |
| 2016-17 | 2016            | Antigua GFC     | 2−2 (p.)        | Municipal       | Municipal       | 2017            | Municipal       | 2−0             | Guastatoya      | Municipal       |
| 2017-18 | 2017            | Antigua GFC     | 3−2             | Municipal       | Antigua GFC     | 2018            | Guastatoya      | 3−1             | Xelajú MC       | Sanarate        |
| 2018-19 | 2018            | Guastatoya      | 3−2             | Comunicaciones  | Guastatoya      | 2019            | Antigua GFC     | 2−0             | Malacateco      | Antigua GFC     |
| 2019-20 | 2019            | Municipal       | 3−2             | Antigua GFC     | Cobán Imperial  | 2020            | Cancelado       | Cancelado       | Cancelado       | Cancelado       |
| 2020-21 | 2020            | Guastatoya      | 3−2             | Municipal       | Municipal       | 2021            | Santa Lucía     | 6−5             | Comunicaciones  | Comunicaciones  |
| 2021-22 | 2021            | Malacateco      | 2−0             | Comunicaciones  | Antigua GFC     | 2022            | Comunicaciones  | 2−0             | Municipal       | Comunicaciones  |
| 2022-23 | 2022            | Cobán Imperial  | 1−0             | Antigua GFC     | Antigua GFC     | 2023            | Xelajú MC       | 3−2             | Antigua GFC     | Comunicaciones  |

### Palmarés

#### Títulos de Liga
| Equipo         | 1° | 2° | Campeonatos | Subcampeonatos |
| -------------- | -- | -- | --- | --- |
| Municipal      | 17 | 15 | CL 1999-00, AP 2000-01, AP 2001-02, CL 2001-02 AP 2003-04, AP 2004-05, CL 2004-05, AP 2005-06 CL 2005-06, AP 2006-07, CL 2007-08, AP 2009-10 CL 2009-10, AP 2011-12, CL 2016-17, AP 2019-20 | AP 1999-00, AP 2002-03, CL 2002-03, CL 2007-08 AP 2008-09, CL 2009-10, AP 2010-11, CL 2010-11 AP 2012-13, CL 2012-13, AP 2014-15, AP 2016-17 AP 2017-18, AP 2020-21, CL 2021-22 |
| Comunicaciones | 14 | 13 | AP 1999-00, CL 2000-01, AP 2002-03, CL 2002-03 AP 2008-09, AP 2010-11, CL 2010-11, AP 2012-13 CL 2012-13, AP 2013-14, CL 2013-14, AP 2014-15 CL 2014-15, CL 2021-22                         | CL 1999-00, AP 2000-01, CL 2001-02, AP 2003-04 AP 2004-05, AP 2005-06, AP 2006-07, CL 2007-08 AP 2009-10, AP 2011-12, CL 2015-16, AP 2018-19 CL 2020-21                         |
| Antigua GFC    | 4  | 2  | AP 2015-16, AP 2016-17, AP 2017-18, CL 2018-19 | CL 2000-01, AP 2019-20 |
| Guastatoya     | 3  | 2  | CL 2017-18, AP 2018-19, AP 2020-21 | CL 2015-16, CL 2016-17 |
| Xelajú MC      | 4  | 2  | CL 2006-07, CL 2011-12, CL 2022-23, AP 2024-25 | CL 2009-10, CL 2017-18 |
| Cobán Imperial | 2  | 3  | CL 2003-04, AP 2022-23 | AP 2001-02, CL 2001-02, AP 2024-25 |
| Jalapa         | 2  | -  | AP 2006-07, CL 2008-09 | - |
| Suchitepéquez  | 1  | 2  | CL 2015-16 | CL 2004-05, AP 2007-08 |
| Malacateco     | 1  | 1  | AP 2021-22 | CL 2018-19 |
| Santa Lucía    | 1  | -  | CL 2020-21 | - |
| Heredia        | -  | 2  | | CL 2012-13, AP 2013-14 |
| Marquense      | -  | 2  | | CL 2005-06, CL 2006-07 |

#### Líderes de Clasificación
| Equipo         | Veces | Ediciones |
| -------------- | ----- | --- |
| Municipal      | 18    | A-1999, A-2001, C-2002, A-2022, C-2004, A-2004, C-2005, A-2005, C-2006, C-2007 A-2007, A-2008, C-2009, A-2010, C-2011, A-2016, C-2017, A-2020 |
| Comunicaciones | 17    | C-2000, A-2000, C-2001, C-2003, A-2003, A-2006, C-2008, C-2010, C-2012, A-2012 C-2013, A-2013, A-2014, C-2015, C-2021, C-2022, C-2023         |
| Antigua GFC    | 4     | A-2017, C-2019, A-2021, A-2022 |
| Xelajú MC      | 2     | A-2009, A-2015 |
| Suchitepéquez  | 2     | A-2011, C-2016 |
| Cobán Imperial | 1     | A-2019 |
| Guastatoya     | 1     | A-2018 |
| Sanarate       | 1     | C-2018 |
| Heredia        | 1     | C-2013 |

#### Líderes de tabla acumulada
| Equipo         | Lideratos | Años                                                                                              |
| -------------- | --------- | ------------------------------------------------------------------------------------------------- |
| Municipal      | 11        | 1999-00, 2001-02, 2003-04, 2004-05, 2005-06, 2006-07, 2007-08, 2008-09, 2010-11, 2016-17, 2019-20 |
| Comunicaciones | 9         | 2000-01, 2002-03, 2011-12, 2012-13, 2013-14, 2014-15, 2020-21, 2021-22, 2022-23                   |
| Guastatoya     | 1         | 2018-19                                                                                           |
| Antigua GFC    | 1         | 2017-18                                                                                           |
| Suchitepéquez  | 1         | 2015-16                                                                                           |
| Xelajú MC      | 1         | 2009-10                                                                                           |